# Frankfort (Michigan)
Frankfort est une ville du comté de Benzie, dans l'État du Michigan, aux États-Unis. En 2020, sa population était de 1 252 habitants.